# Végső állomás 3.
A Végső állomás 3. (eredeti cím: Final Destination 3) 2006-ban bemutatott amerikai természetfeletti horrorfilm, melyet James Wong rendezett. A Végső állomás 2. közvetlen folytatása, valamint a Végső állomás-filmsorozat harmadik része. Wong és Glen írták a forgatókönyvet, akik a franchise első filmjén is együtt dolgoztak. A főbb szerepekben Mary Elizabeth Winstead és Ryan Merriman látható. A film évekkel az első film után játszódik. A történet középpontjában az érettségiző Wendy Christensen áll, akinek látomása lesz arról, hogy ő és az osztálytársai meghalnak a hullámvasút kisiklása miatt. Bár megmenti néhányukat, de a Halál vadászni kezd a túlélőkre. Wendy rájön, hogy a vidámparkban készített fényképek nyomokat tartalmaznak az osztálytársai haláláról. A túlélőkkel és a barátjával, Kevin Fischerrel megpróbálja felhasználni ezeket az ismereteket, hogy megmentsék a többieket a Halál sémájának keresztbe téve.
A Grauman Kínai moziban 2006. február 2-án tartották a film világpremierét, majd ezt követően február 10-én mutatták be az Amerikai Egyesült Államokban. 2006. július 25-én jelent meg DVD-n, ami DVD kommentárokat, dokumentumfilmeket, törölt jeleneteket és animációs videókat tartalmaz. A „Thrill Ride Edition” című speciális kiadású DVD-n található a „Dönts sorsukról!” című funkció, amely interaktív filmként működik, lehetővé téve a nézők számára, hogy a film bizonyos pontjain döntéseket hozzanak, ezzel megváltoztathatják a történet menetét.
A film általánosságban vegyes véleményeket kapott a kritikusoktól; egyesek szerint túl sablonosra sikeredett, és nem mutatott újat a szériában, míg mások dicsérték a filmet, élvezetes volt és teljesítette a közönség elvárásait. Nevezetesen két haláljelenetet emeltek ki; az egyik a szoláriumos, a másik pedig a szögbelövő pisztolyos jelenet. Ezen kívül Winstead filmbéli alakítása is pozitív értékelést kapott. Bevételi szempontból sikeresen teljesített, ugyanis a több mint 118,5 millió dolláros bevéltet hozott, amely a 25 milliós költségvetésével szemben jó eredménynek számít. A negyedik film, a Végső állomás 4. 2009 augusztusában jelent meg.

## Cselekmény
Wendy Christensen, egy középiskolás lány osztálytársaival (Kevin Fischerrel, Ian McKinleyvel, Erin Ulmerrel, Lewis Romeroval, Frankie Cheeksszel, Ashley Freunddel, Ashlyn Halperinnel, Perry Malinowskival, Amber Regannel és Wendy testvérével, Julie Christensennel) vidámparkba megy. Amberen kívül mind felülnek az egyik legfélelmetesebbnek tűnő hullámvasútra, amikor Wendynek látomása támad, arról, hogy egy apró, véletlen baleset következtében kisiklik a hullámvasút, melyen a barátaival ül, a kocsik a mélybe zuhannak és senki sem éli túl a balesetet. A látomásban Frankie kameráját Ashlyn leveri a hullámvasúton, ami az egyik sínre kerül, emiatt kisiklik a vonat. A kocsisor első fele a mélybe zuhan és a benne ülő Kevin barátnője, Wendy barátja, Ashley, Ashlyn és Frankie meghal. Lewis kiesik a kocsiból és belekapaszkodik Kevinbe, de ezután egy nagy vasrúdnak ütközik. A sín kettétörik, a vonat pedig megáll fejjel lefelé a hurokban. Ian, Erin, Julie és Perry sorra lezuhannak, mert nem bírják tartani magukat. Wendy és Kevin próbálják előre nyomni a vonatot, de az hátra indul el. Kevin feláll és egy vasrúd leviszi a felsőtestét. A vonat elér a kettétört részre, majd felborul, Wendy pedig leesik, rá egy sínre, ekkor ébred fel a látomásból. Wendy közbelépésének köszönhetően heten megússzák, de a többi utas – köztük Wendy barátja és Kevin barátnője – életüket vesztik.
A temetés után Kevin egy hasonló balesetről mesél Wendynek, ahol szintén egy látomás miatt menekülnek meg néhányan a haláltól, azonban később mind meghalnak különös balesetekben, méghozzá éppen olyan sorrendben, ahogy az eredeti balesetben meg kellett volna halniuk.
A következő nap Ashley és Ashlyn szoláriumba mennek, de egy láncreakciót beindítva mindketten meghalnak, felgyullad a két gép, amibe a két lány befeküdt. Nem sokkal később Wendy és Kevin Frankie kocsija mögött állnak egy gyorsétteremnél a sorban, mikor egy elszabadult kamion hátulról nekik megy. Wendy-nek és Kevinnek sikerült kimenekülni a kocsiból, de Frankie fejét szétroncsolja az autó ventilátora.
Wendy és Kevin észreveszik, hogy ugyanolyan balesetben halt meg Ashley, Ashlyn és Frankie, ahogyan a vidámparkban készült fényképeken is szerepelnek. Rájöttek, hogy az is számít, hogy az lesz a következő, aki az előző háta mögött ült. Wendy és Kevin elmentek Lewis edzésére, hogy figyelmeztessék őt, mert ő ült Frankie mögött. Az edzőteremben egy kard elvágja két súly madzagját, ami rajta volt Lewis edzőeszközén. Amikor Lewis újra lenyomja az eszközt, a két vasdarab összezúzza a fejét. Ezután Ian és Erin következnek, akik egy barkácsáruházban dolgoznak. Kevin és Wendy odasietnek, hogy figyelmeztessék őket. Wendy megmenti Iant a sok majdnem belészúródó fadarabtól, ám az egyik felpattanó fadarab ellöki Erint, akivel ezután egy szögbelövő végez.
Két nappal később a város alapítóünnepségére mennek a túlélők. Egy láncreakció elindítja a tűzijátékokat, ami miatt egy ló megijed és rohanni kezd. A kötőféke beleakad Julie nyakába, és magával rántja őt. A ló egy mezőgazdasági borona felé vonszolta a lányt, de Kevin egy karddal elvágja a kötelet és Julie megmenekül, ami azt jelenti, hogy, aki Julie mellett ült, az lesz a következő. A tűzijáték miatt egy másik ló is megijed, megrántja a zászlórudat, ahova kikötötték, ami elrepül. A zászló egyenesen Perry testébe fúródik. Ezután Ian megjelenik az ünnepségen, azt hiszi, ő már megmenekült. Wendy azt gondolja, Ian okozza a halálát, mivel a vidámparkban készült fényképen McKinley feliratos pólóban van. A tűzijátékok majdnem megölik Wendy-t, de egy óriási tábla tartóoszlopának csapódnak, ami eldől, és agyonnyomja Iant.
A történtek után fél évvel később Wendy egy metrón utazik, ahol meglátja testvérét, Julie-t, és később Kevinnel is találkoznak. Wendy látomást lát arról, hogy kisiklik a metrókocsi. Az új látomásban egy elektromos meghibásodás miatt a váltó átállt, és a metró nekiütközik a falnak. A benne ülők mind meghalnak, már csak ők hárman maradtak. Mellettük egy másik metró megy, aminek az egyik kereke kirepül és Julie-ba csapódik. Kevin nekiesik az ablaknak, ami kitörik és a mellettük levő kocsi elgázolja őt. Wendy kiesik a sínekre, de egy másik metró elüti. Mikor magához tér, nem mond semmit, de Kevin rájön, mi történik. Ki akarnak szállni, de nem engedik ki őket a metróból.

## Szereplők
| Szerep            | Színész                 | Magyar hang      |
| ----------------- | ----------------------- | ---------------- |
| Wendy Christensen | Mary Elizabeth Winstead | Csuha Borbála    |
| Kevin Fischer     | Ryan Merriman           | Hamvas Dániel    |
| Ian McKinley      | Kris Lemche             | Előd Álmos       |
| Erin Ulmer        | Alexz Johnson           | Wégner Judit     |
| Frankie Cheeks    | Sam Easton              | Simonyi Balázs   |
| Jason Wise        | Jesse Moss              | Moser Károly     |
| Carrie Dreyer     | Gina Holden             | Molnár Ilona     |
| Lewis Romero      | Texas Battle            | Polgár Péter     |
| Ashley Freund     | Chelan Simmons          | Huszti Andrea    |
| Ashlyn Halperin   | Crystal Lowe            | Dögei Éva        |
| Julie Christensen | Amanda Crew             | Gallusz Nikolett |
| Perry Malinowski  | Maggie Ma               | nem beszél       |
| Amber Regan       | Ecstasia Sanders        |                  |
| Colquitt          | Patrick Gallagher       | Albert Péter     |
| Ördög (hangja)    | Tony Todd               | Vass Gábor       |

## Végső állomás-filmek
A Végső állomás 3. a Végső állomás 2. (2003) folytatása, melynek még korábbi része a Végső állomás (2000) és a további részei a Végső állomás 4. (2009) és a Végső állomás 5. (2011).

## Díjak és jelölések
Szaturnusz-díj jelölés – 2007 – Legjobb horrorfilm
Szaturnusz-díj jelölés – 2007 – Legjobb különleges DVD kiadás

## Fordítás
- Ez a szócikk részben vagy egészben  a   Final Destination 3 című angol Wikipédia-szócikk fordításán alapul.  Az eredeti cikk szerkesztőit annak laptörténete sorolja fel. Ez a jelzés csupán a megfogalmazás eredetét és a szerzői jogokat jelzi, nem szolgál a cikkben szereplő információk forrásmegjelöléseként.